# Gaujac (Lot-et-Garonne)
Pour les articles homonymes, voir Gaujac.
Pour l’article ayant un titre homophone, voir Gaugeac.
Gaujac est une commune du Sud-Ouest de la France, située dans le département de Lot-et-Garonne, en région Nouvelle-Aquitaine.

## Géographie

### Localisation
Située dans l'aire d'attraction de Marmande, à la confluence de l'Avance et de la Garonne, au nord du canal de Garonne, la commune se trouve à 63 km au nord-ouest d'Agen, chef-lieu du département, à 4,5 km au sud-ouest de Marmande, chef-lieu d'arrondissement et à 8,5 km au sud-est de Meilhan-sur-Garonne, ancien chef-lieu de canton.

### Communes limitrophes
Gaujac est limitrophe de cinq autres communes.
Sur la rive gauche de la Garonne, les communes limitrophes en sont Marmande, Montpouillan, Marcellus et Couthures-sur-Garonne au nord-ouest sur à peine 50 mètres (la demi-largeur du fleuve) ; sur la rive droite, les communes limitrophes en sont Sainte-Bazeille et à nouveau Marmande.
| Couthures-sur-Garonne (sur 50 m) | Sainte-Bazeille |          |
| Marcellus                        | Gaujac          | Marmande |
|                                  | Montpouillan    |          |

### Climat
Pour des articles plus généraux, voir Climat de la Nouvelle-Aquitaine et Climat de Lot-et-Garonne.
Historiquement, la commune est exposée à un climat océanique aquitain.  
En 2020, Météo-France publie une typologie des climats de la France métropolitaine dans laquelle la commune est exposée à un climat océanique et est dans la région climatique Aquitaine, Gascogne, caractérisée par une pluviométrie abondante au printemps, modérée en automne, un faible ensoleillement au printemps, un été chaud (19,5 °C), des vents faibles, des brouillards fréquents en automne et en hiver et des orages fréquents en été (15 à 20 jours).
Pour la période 1971-2000, la température annuelle moyenne est de 12,9 °C, avec une amplitude thermique annuelle de 14,7 °C. Le cumul annuel moyen de précipitations est de 819 mm, avec 11,8 jours de précipitations en janvier et 6,7 jours en juillet. Pour la période 1991-2020, la température moyenne annuelle observée sur la station météorologique la plus proche, située sur la commune de Saint-Martin-Curton à 19,23 km à vol d'oiseau, est de 13,7 °C et le cumul annuel moyen de précipitations est de 867,2 mm,. Pour l'avenir, les paramètres climatiques de la commune estimés pour 2050 selon différents scénarios d’émission de gaz à effet de serre sont consultables sur un site dédié publié par Météo-France en novembre 2022.

## Urbanisme

### Typologie
Au 1er janvier 2024, Gaujac est catégorisée commune rurale à habitat dispersé, selon la nouvelle grille communale de densité à sept niveaux définie par l'Insee en 2022.
Elle est située hors unité urbaine. Par ailleurs la commune fait partie de l'aire d'attraction de Marmande, dont elle est une commune de la couronne,. Cette aire, qui regroupe 48 communes, est catégorisée dans les aires de 50 000 à moins de 200 000 habitants,.

### Occupation des sols

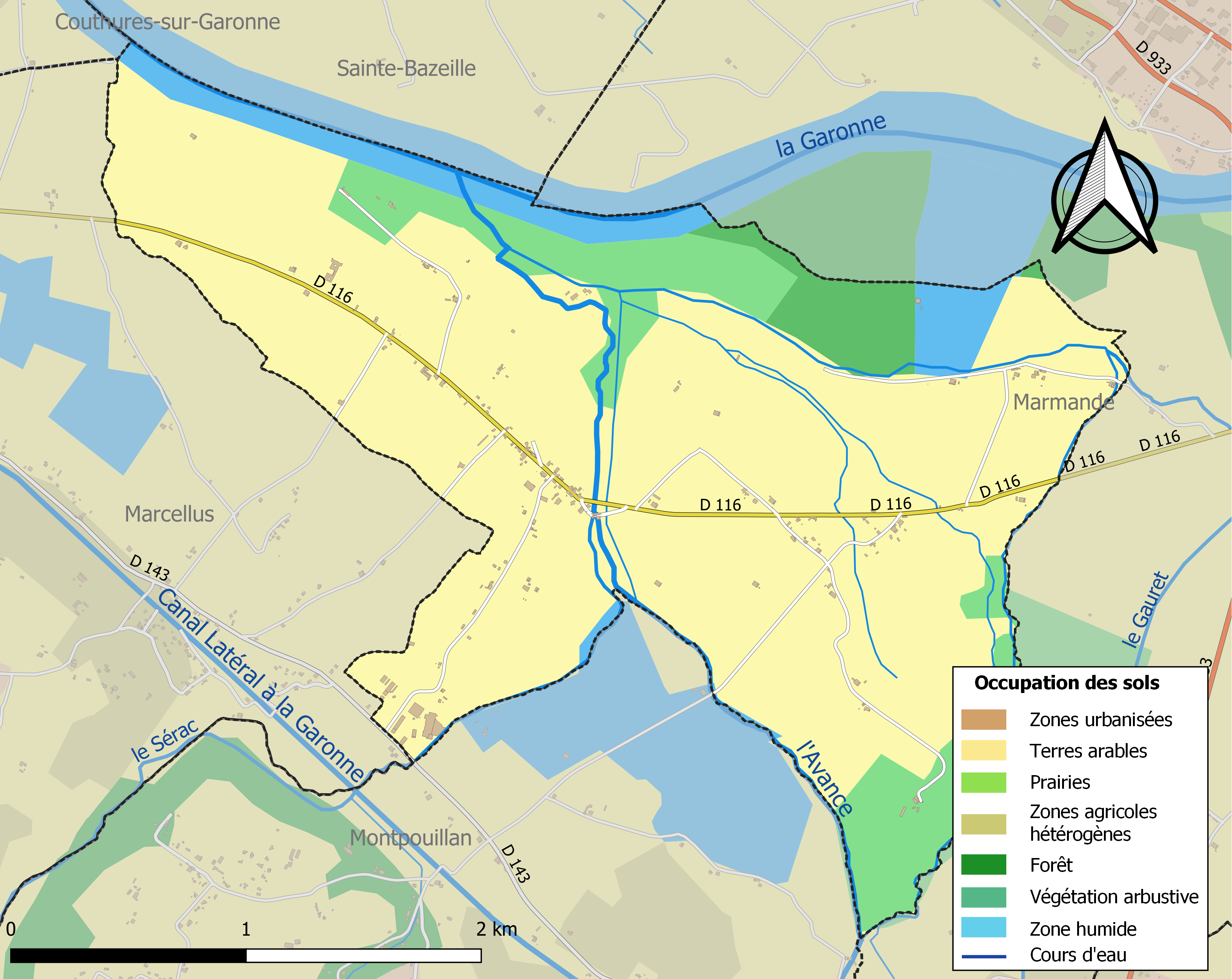
Carte des infrastructures et de l'occupation des sols de la commune en 2018 (CLC).

L'occupation des sols de la commune, telle qu'elle ressort de la base de données européenne d’occupation biophysique des sols Corine Land Cover (CLC), est marquée par l'importance des territoires agricoles (78,3 % en 2018), en diminution par rapport à 1990 (87,7 %). La répartition détaillée en 2018 est la suivante : 
terres arables (78,3 %), milieux à végétation arbustive et/ou herbacée (12,6 %), eaux continentales (5,7 %), forêts (3,4 %). L'évolution de l’occupation des sols de la commune et de ses infrastructures peut être observée sur les différentes représentations cartographiques du territoire : la carte de Cassini (XVIIIe siècle), la carte d'état-major (1820-1866) et les cartes ou photos aériennes de l'IGN pour la période actuelle (1950 à aujourd'hui).

### Voies de communication et transports
- Route départementale D 116 qui traverse le village et rejoint, à l'ouest, la route départementale D 3 (Sainte-Bazeille au nord, Cocumont au sud) et, à l'est, la route départementale D 933 (Marmande au nord, Casteljaloux au sud).
- Passage sur la rive gauche de la Garonne par l'un des deux ponts de Marmande, à 4 km vers le nord-ouest, sur la route départementale D 933 ou la route départementale D 116.
- Autoroute A62, accès no 5, dit de Marmande, à 8 km vers le sud - sud-ouest et autoroute A65, accès no 1, dit de Bazas, à 36 km vers l'ouest - sud-ouest.
- Gare de Marmande à 5 km vers le nord-ouest.

### Risques majeurs
Le territoire de la commune de Gaujac est vulnérable à différents aléas naturels : météorologiques (tempête, orage, neige, grand froid, canicule ou sécheresse), inondations, mouvements de terrains et séisme (sismicité très faible). Il est également exposé à deux risques technologiques, le transport de matières dangereuses et la rupture d'un barrage. Un site publié par le BRGM permet d'évaluer simplement et rapidement les risques d'un bien localisé soit par son adresse soit par le numéro de sa parcelle.

#### Risques naturels
La commune fait partie du territoire à risques importants d'inondation (TRI) de Tonneins et Marmande, regroupant 19 communes concernées par un risque de débordement de la Garonne, un des 18 TRI qui ont été arrêtés fin 2012 sur le bassin Adour-Garonne. Les événements antérieurs à 2014 les plus significatifs sont les crues de 1770, 1875, 1930 et 1952. Des cartes des surfaces inondables ont été établies pour trois scénarios : fréquent (crue de temps de retour de 10 ans à 30 ans), moyen (temps de retour de 100 ans à 300 ans) et extrême (temps de retour de l'ordre de 1 000 ans, qui met en défaut tout système de protection). La commune a été reconnue en état de catastrophe naturelle au titre des dommages causés par les inondations et coulées de boue survenues en 1982, 1983, 1999, 2009, 2018, 2019 et 2021,.
Les mouvements de terrains susceptibles de se produire sur la commune sont des tassements différentiels.

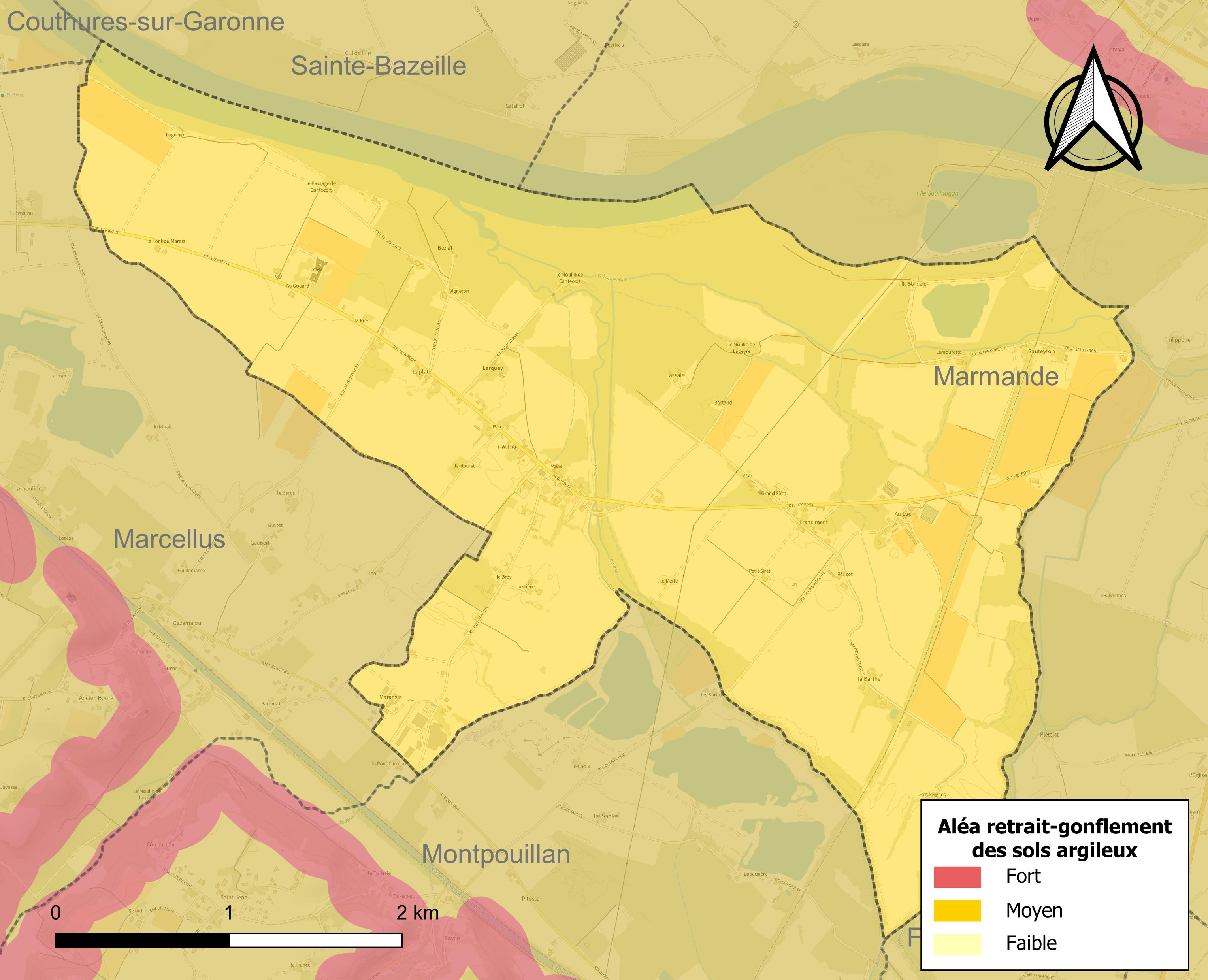
Carte des zones d'aléa retrait-gonflement des sols argileux de Gaujac.

Le retrait-gonflement des sols argileux est susceptible d'engendrer des dommages importants aux bâtiments en cas d’alternance de périodes de sécheresse et de pluie. La totalité de la commune est en aléa moyen ou fort (91,8 % au niveau départemental et 48,5 % au niveau national). Depuis le 1er octobre 2020, en application de la loi ELAN, différentes contraintes s'imposent aux vendeurs, maîtres d'ouvrages ou constructeurs de biens situés dans une zone classée en aléa moyen ou fort,.
Concernant les mouvements de terrains, la commune a été reconnue en état de catastrophe naturelle au titre des dommages causés par la sécheresse en 2009 et par des mouvements de terrain en 1999.

#### Risque technologique
La commune est en outre située en aval des barrages de Grandval dans le Cantal et de Sarrans en Aveyron, des ouvrages de classe A. À ce titre elle est susceptible d’être touchée par l’onde de submersion consécutive à la rupture de cet ouvrage.

## Toponymie
La commune tire son nom du mot latin gaudium, signifiant « joie », « plaisir ».
Le suffixe en '-ac' laisse supposer une origine celte gauloise.' -ac' signifie domaine. D'ou le domaine de...
La graphie en est identique en gascon.
Ses habitants sont appelés les Gaujacais.

## Politique et administration
| Période                                  | Période  | Identité                 | Étiquette | Qualité                |
| ---------------------------------------- | -------- | ------------------------ | --------- | ---------------------- |
| Les données manquantes sont à compléter. |          |                          |           |                        |
| mars 1983                                | 2008     | Robert Péré              |           | Fabricant d'emballages |
| mars 2008                                | En cours | Jean-François Thoumazeau |           | Retraité               |

## Démographie
| 1793 | 1800 | 1806 | 1821 | 1831 | 1836 | 1841 | 1846 | 1851 |
| ---- | ---- | ---- | ---- | ---- | ---- | ---- | ---- | ---- |
| 555  | 594  | 677  | 645  | 701  | 697  | 700  | 740  | 763  |

| 1856 | 1861 | 1866 | 1872 | 1876 | 1881 | 1886 | 1891 | 1896 |
| ---- | ---- | ---- | ---- | ---- | ---- | ---- | ---- | ---- |
| 725  | 707  | 657  | 644  | 552  | 591  | 640  | 525  | 527  |

| 1901 | 1906 | 1911 | 1921 | 1926 | 1931 | 1936 | 1946 | 1954 |
| ---- | ---- | ---- | ---- | ---- | ---- | ---- | ---- | ---- |
| 513  | 512  | 424  | 367  | 347  | 318  | 334  | 357  | 354  |

| 1962 | 1968 | 1975 | 1982 | 1990 | 1999 | 2004 | 2006 | 2009 |
| ---- | ---- | ---- | ---- | ---- | ---- | ---- | ---- | ---- |
| 396  | 392  | 378  | 396  | 317  | 303  | 305  | 296  | 286  |

| 2014 | 2019 | 2022 | - | - | - | - | - | - |
| ---- | ---- | ---- | - | - | - | - | - | - |
| 262  | 246  | 241  | - | - | - | - | - | - |

## Culture locale et patrimoine

### Lieux et monuments
- L’église paroissiale Saint-Paul ou Notre-Dame, de style néo-gothique, a été construite en 1864 en lieu et place d'une église maintes fois endommagée et restaurée ; son clocher-tour défaillant est remplacé par un clocher-mur à deux baies en 1867[31]. Elle est inscrite à l'Inventaire général du patrimoine culturel[32].
- Château de Cantecort, au lieu-dit Cantecort, d'origine du XVe siècle, reconstruit au XVIIIe siècle, réaménagé et agrandi au XIXe siècle par les sieurs de Cantecort et restauré après abandon en 1970 par le propriétaire actuel[33],[34].
- Moulin du Pont, à proximité de l'église, construit en 1685 sur l’Avance pour les comtes de Marcellus, la famille de Gasq et reconstruit au début du XXe siècle[35],[36].
- Château de Gaujac, cité entre 1259 et 1279, usurpé fin XIIIe siècle par Augier de la Motte, fortifié après 1310 pour Amanieu de Noailhan, reconstruit avec des parties agricoles au XVIIe ou XVIIIe siècle pour les Noailhan de Buzet, puis les Maurin, ruiné au XIXe siècle et remplacé par une ferme au début du XIXe siècle[37].

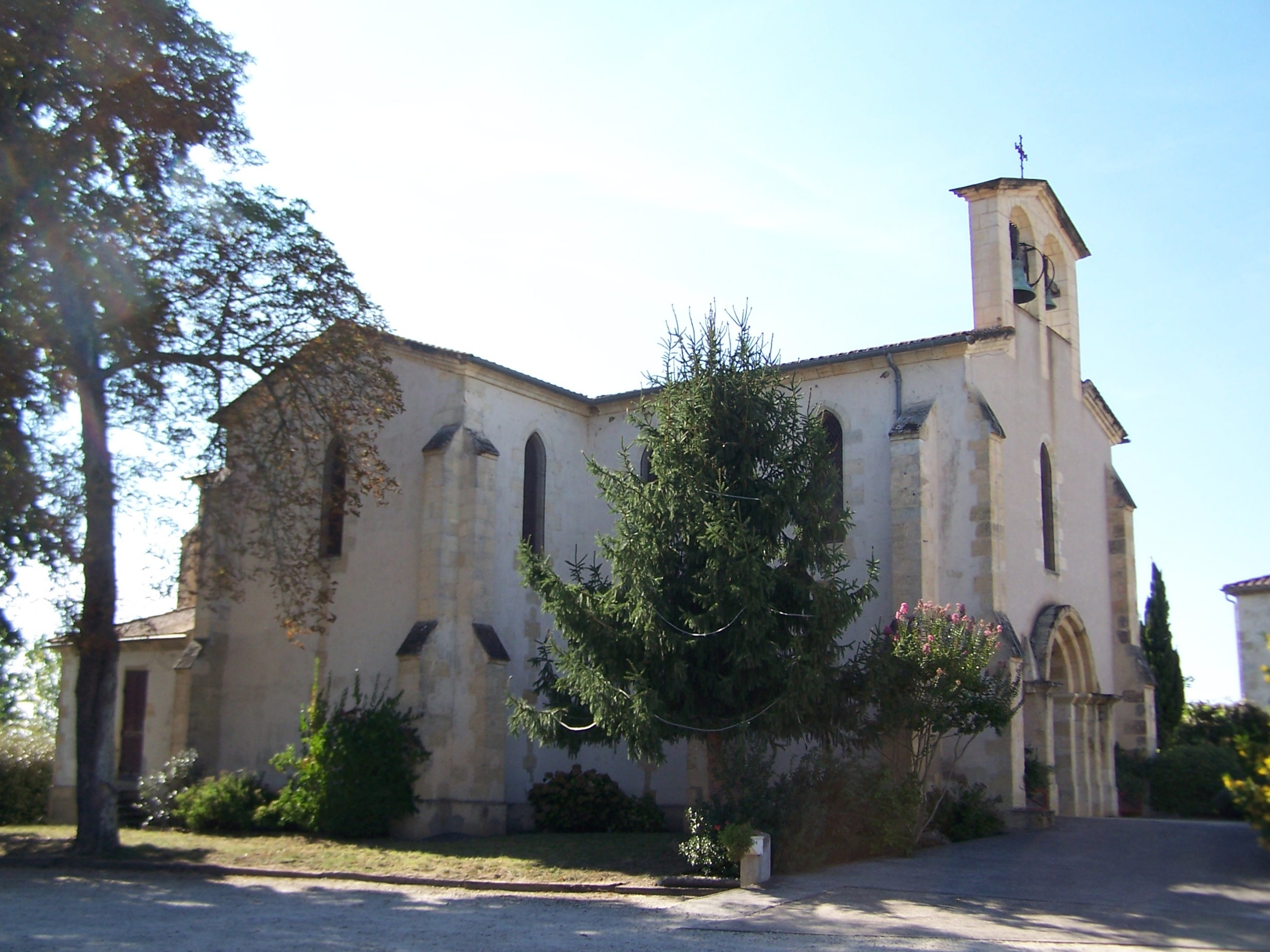
L’église Saint-Paul, vue est (sept. 2014)
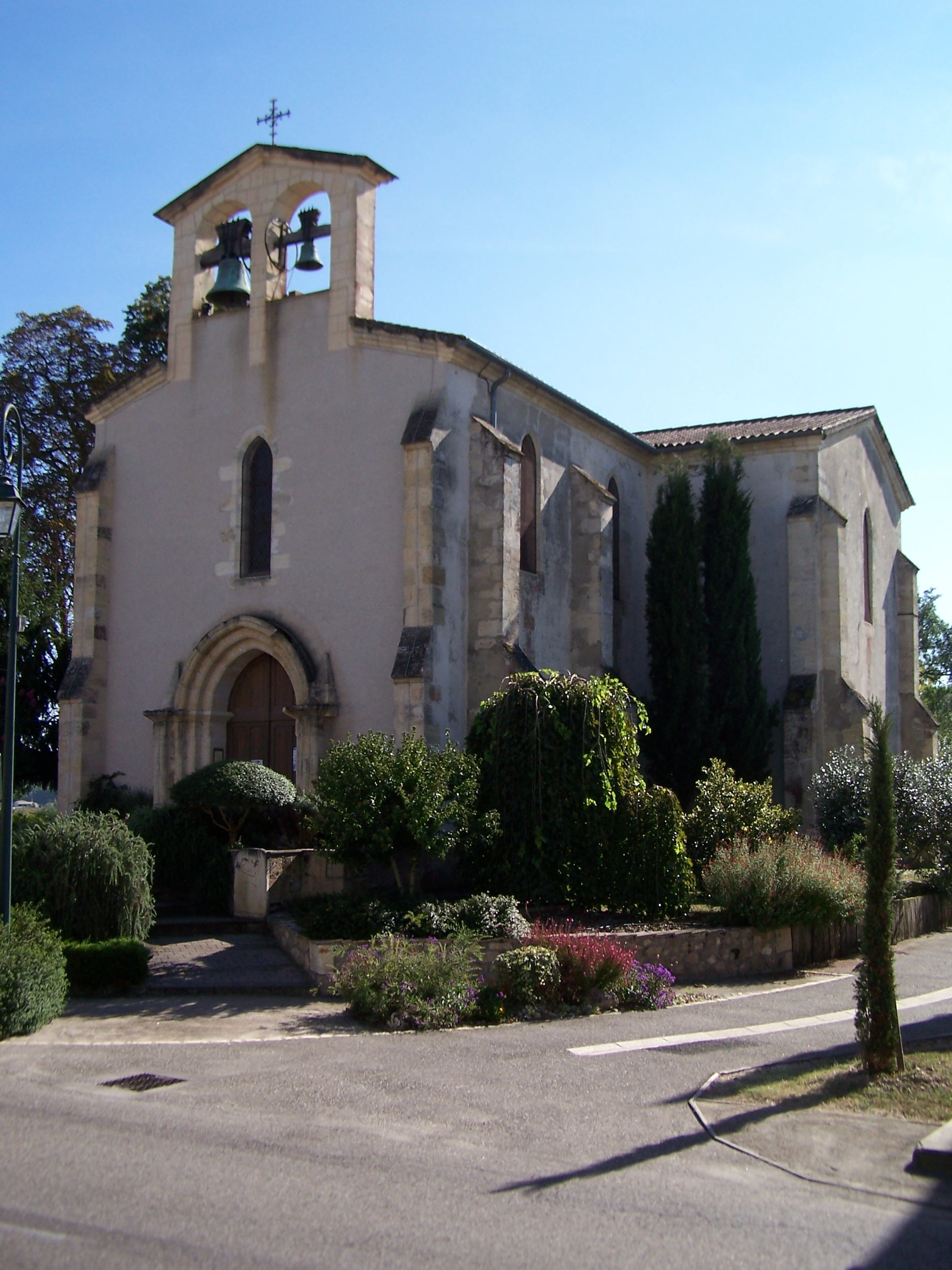
L’église Saint-Paul, vue ouest (sept. 2014)
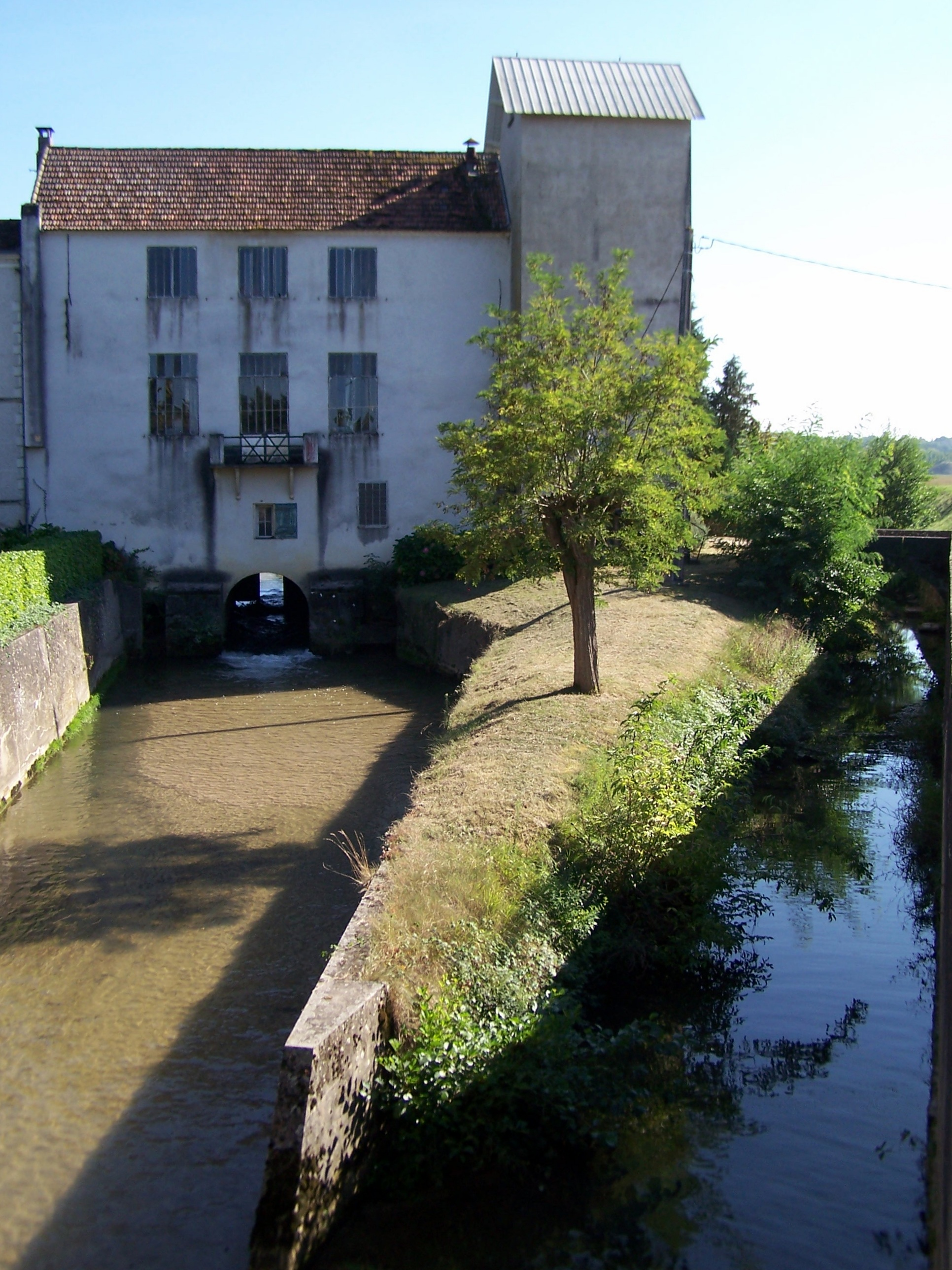
Le moulin du Pont sur l'Avance, à la confluence du Sérac (à droite) (sept. 2014)
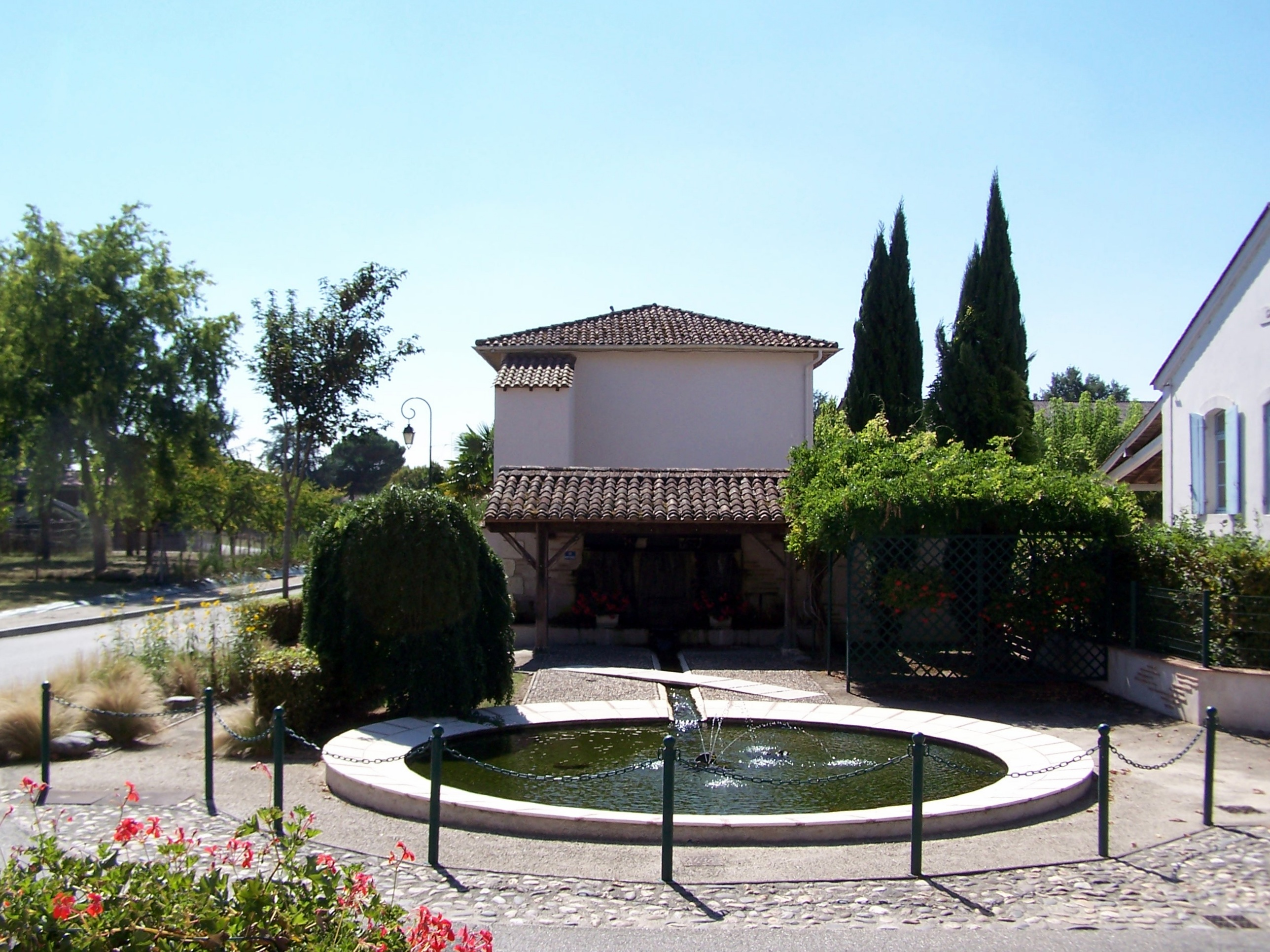
Place avec bassin et fontaine devant la mairie (sept. 2014)
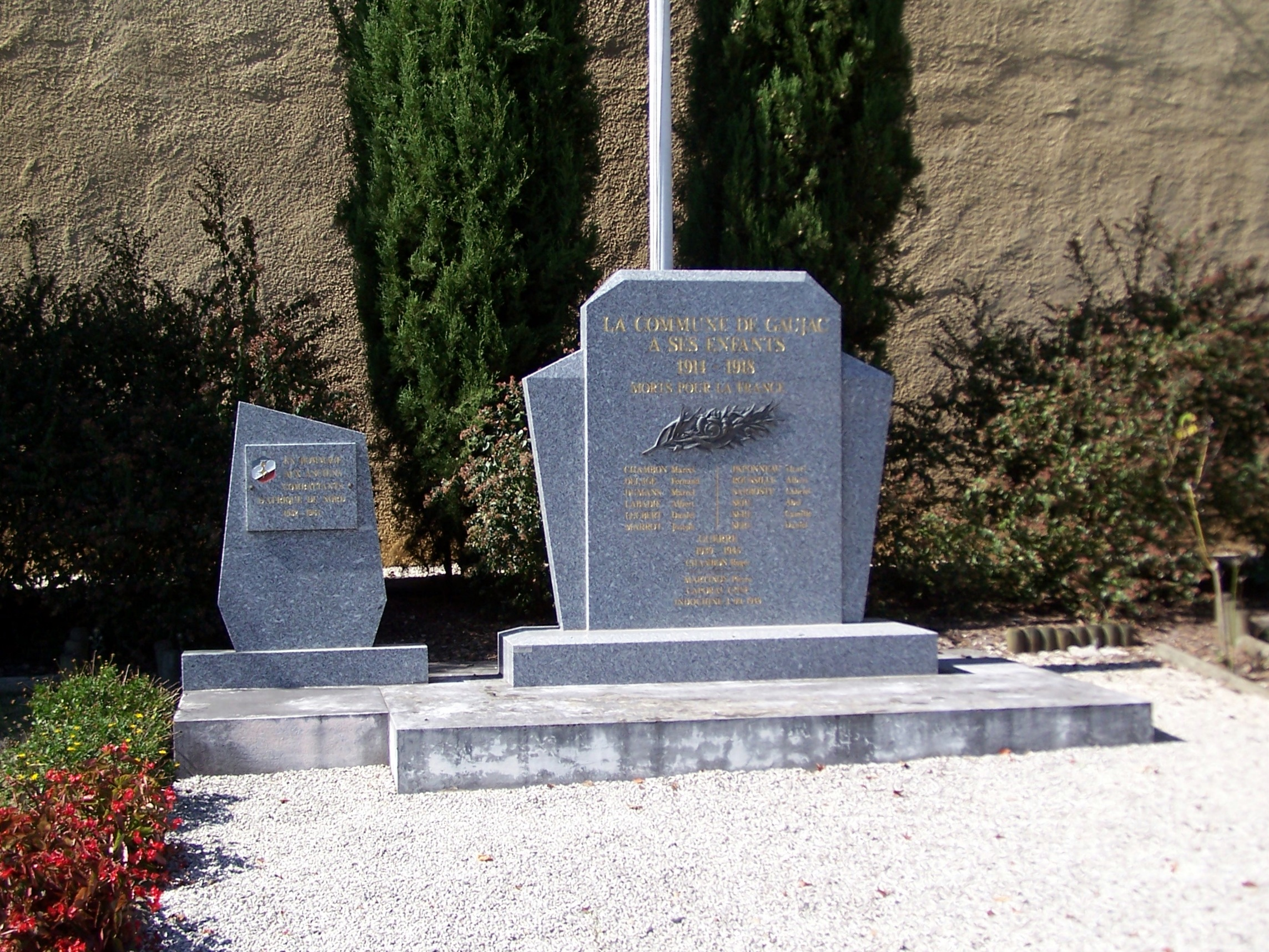
Le monument aux morts près du cimetière (sept. 2014)

### Personnalités liées à la commune
- (François d'Escoubleau de Sourdis, membre de la famille d'Escoubleau de Sourdis, mort en 1707, fit construire le château de Gaujac à la fin du  XVIIe siècle.[réf. nécessaire]. N'est-ce pas plutôt une confusion ? Les d'Escoubleau de Sourdis avaient Gaujacq, par mariage avec les Monluc de Carmaing/de Cramail).